# Prohamitermes
Prohamitermes es un género de termitas isópteras perteneciente a la familia Termitidae que tiene las siguientes especies:
1. Prohamitermes hosei
2. Prohamitermes mirabilis